# Калики, Ким
Ким Калики (нем. Kim Kalicki, 27 июня 1997) — немецкая бобслеистка, пилот, выступает за сборную Германии с 2016 года. Чемпионка мира 2023 года. Призёр чемпионатов мира в двойках по бобслею, призёр Чемпионата Европы 2021 года.

## Биография
Ким Калики родилась 27 июня 1997 года. В бобслее с 17-летнего возраста. В 2015 году впервые приняла участие в чемпионате Германии по бобслею. В ноябре 2015 года дебютировала на международных соревнованиях на кубке Европы. 
7 декабря 2019 года впервые в карьере вышла на старт кубка мира по бобслею и скелетону. Дебют оказался очень удачным - третье место по итогам двух спусков и первый подиум в карьере. 
В 2020 году на чемпионате мира в Альтенберге она завоевала серебряную медаль в двойках. Через год, опять в Альтенберге, она повторила свой успех став двукратным призёром чемпионатов мира. На чемпионате Европы 2021 года в Винтерберге она также завоевала серебряную медаль. 